# كارل كيمبي
كارل كيمبي (بالسويدية: Carl Kempe) مواليد 8 ديسمبر 1884 في ستوكهولم - الوفاة 8 يوليو 1967 في السويد، كان لاعب كرة مضرب سويدي. سبق أن شارك في دورة الألعاب الأولمبية الصيفية وحقق الميدالية الفضية.

## الميداليات
| الميدالية | المسابقة                       |
| --------- | ------------------------------ |
| فضية      | الألعاب الأولمبية الصيفية 1912 |

## روابط خارجية
- كارل كيمبي على موقع الاتحاد الدولي لكرة المضرب (الإنجليزية)
- كارل كيمبي على موقع اللجنة الأولمبية الدولية (الإنجليزية)
- كارل كيمبي على موقع أوليمبيديا (الإنجليزية)
- كارل كيمبي على موقع اللجنة الأولمبية السويدية (السويدية)